# Storia di Crotone
Crotone (Κρότων, Krótōn in greco antico) è tra le più importanti prime polis della Magna Græcia, oggi capoluogo dell'omonima provincia.

## Antichità

### Origini

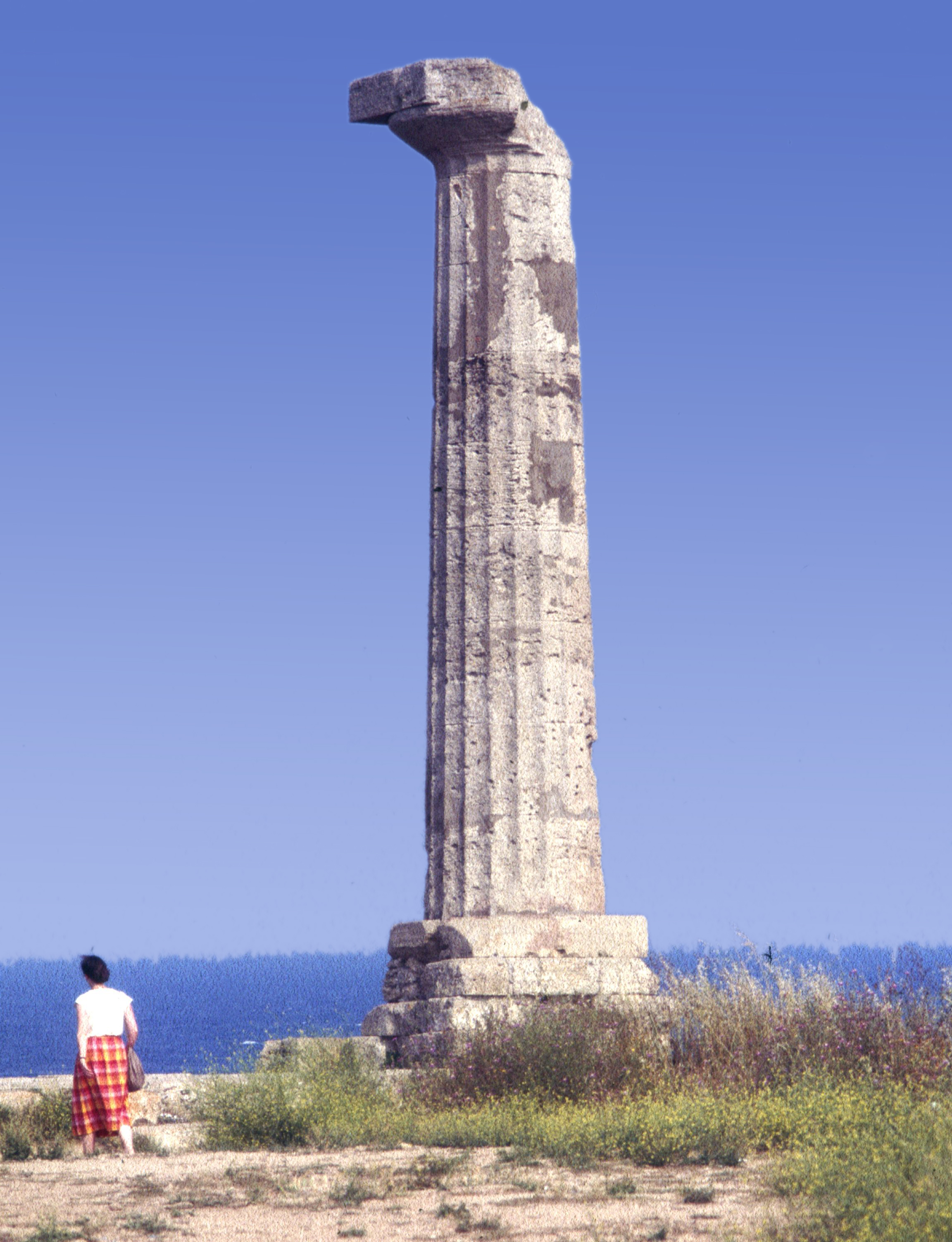
La colonna di Capo Colonna, tempio di Hera Lacinia, fotografata nel 1986.

Il promontorio di Κρότων prima della colonizzazione greca, dal bronzo medio fino all'età del ferro, era abitato da popolazioni indigene, che, come è desumibile dalla tradizione storico letterario, sono da assegnare ai Choni, un popolazione italica considerata una variante etnica degli Enotri, ma con una cultura ed un ordinamento proprio, fatto risalire ai miti dei nostoi, che occupano il territorio dalla Crotoniatide fino al Metapontino.
L'archeologia attesta che l'area di quella che diventerà Kroton fu occupato da un insediamento umano esteso, persistente dal bronzo medio fino all'età del ferro, distribuito in più, nuclei per complessivi circa 50 ettari (Castello/Via Firenze-Via Vittorio Veneto-Via Mazzini/ Via Venezia-Via Roma/Via Cutro- Via Roma- Via Panella/Area Campitello/Area Pignera – Campo Sportivo/Vigna Nova). Forse già dalla fase avanzata del Bronzo medio, ma certamente per le fasi del Bronzo recente e probabilmente nel Bronzo finale, il vasto aggregato insediativo di Kroton intratteneva contatti con l'area egea, ampiamente documentati dalla presenza di ceramica figulina, tornita e dipinta, di tipo miceneo (attribuibile al TE IIIB ed al TE IlIC), di ceramica grigia “pseudominia” in argilla depurata e tornita, di grandi dolii torniti in argilla depurata. Le donne celebranti il lamento funebre per Achille a Crotone, è lecito pensare si trattasse di un collegio di sacerdotesse di Hera. Il culto fu localizzato nel Capo Lacinio. Il culto di Achille al Lacinio, testimoniato da un luogo dell’Alessandra di Licofrone, in cui Cassandra predisse a Menelao I’approdo al santuario e segnalò il costume delle donne epicorie di abbigliarsi a lutto, dismettendo ogni veste preziosa, per lamentare Achille, avvenne già da prima della fondazione di Crotone.
Ovidio, nel quindicesimo libro delle Metamorfosi, narra che il nome Crotone derivi dal nome Kroton", figlio di Eaco (o secondo altri figlio di Feace e fratello di Alcinoo) che morì ucciso per errore dal Eracle. Questi, per rimediare all'errore compiuto e per onorare l'amico che lo aveva ospitato, lo fece seppellire con solenne cerimonia sulle sponde del torrente Esaro e poi vicino alla tomba fece sorgere la città a cui diede il suo nome. Questo episodio, unitamente all’uccisione di Filottete per mano degli indigeni suggerisce un contatto difficile o, ancor di più, il rifiuto violento del contatto con i greci da parte degli indigeni, che sarebbero riusciti per un certo periodo di tempo, ad opporsi alla colonizzazione greca.
(Discorso dell'Oracolo di Delfi ai coloni achei nel VII secolo a.C.)
La fondazione greca di Crotone risale al 708 a.C., ad opera degli Achei provenienti dalla montuosa regione dell'Acaia, guidati dall'ecista Miscello da Ripe, preceduta da almeno altri due visite che lo stesso personaggio avrebbe compiuto in precedenza nell'arco di un ventennio. La tradizione storico-letteraria precisamente attribuisce all'oracolo di Apollo a Delfi l'ordine dato a Miscello di Ripe di fondare una nuova città nel territorio compreso fra Capo Lacinio e Punta Alice. Dopo aver attraversato il mare ed esplorato quelle terre, Myskellos pensò che sarebbe stato meglio fermarsi a Sybaris, già florida e accogliente anziché affrontare i pericoli e le difficoltà nella fondazione di una nuova città. Il dio adirato gli ordinò di rispettare il responso dell'oracolo.
La città era famosa per il suo clima salubre, per la bellezza delle sue donne, per le fertili campagne e per la forza fisica dei suoi uomini, tra cui ricordiamo il pluri-olimpionico Milone, tanto che superò ogni altra città greca nel numero di vincitori ai giochi panellenici e nei Giochi olimpici: un proverbio diceva «ultimo dei Crotoniati, primo dei Greci». Una leggenda narra che Milone partì dalla polis ionica portando un vitello e giunse ad Olimpia con un toro sulle spalle, destando meraviglia e clamore, e vincendo quindi numerose gare.
Kroton fu celebre per i suoi medici tra cui ricordiamo Democède (amico di Pitagora) ed Alcmeone, il quale introdusse la sperimentazione trasformando la medicina, che fino ad allora era contaminata da magia e superstizione, in una scienza.

### Battaglia della Sagra
Dopo una coesistenza iniziale relativamente pacifica, tra le città magnogreche, verso la metà del VI secolo a.C. iniziarono le discordie, che riproducevano a distanza lo scontro tra Atene e Sparta. Nel 560 a.C. Kroton e Locri iniziarono una guerra decennale, che si concluse con la battaglia della Sagra, vinta dai Locresi, sostenuti da Sparta.

### Arrivo di Pitagora
Pitagora, nato a Samo nel 572 a.C., si trasferì, intorno al 530 a.C. a Kroton presso l'amico Democède, creando una scuola di sapere di scienza, matematica, musica, la scuola pitagorica, che gettò le basi per la nascita della Magna Grecia e lo sviluppo del razionalismo e del metodo scientifico.
Ci troviamo per la prima volta di fronte ad un'autentica scuola filosofica, sebbene molto arcaica e rudimentale. Questo evento segna il passaggio dello studio filosofico dalla Grecia alle polis della Magna Grecia, inoltre, entrarvi, non era facile, in quanto vi erano delle prove da superare per accedervi e delle regole tipiche dei Pitagorici da seguire. I discepoli in prova erano acusmatici e,secondo le fonti antiche, anche alle donne era concesso di farvi parte. La figura di Pitagora in questo periodo diventa importantissima, un profeta destinato a diventare leggenda e ispirazione per tutti i filosofi successivi che sarebbero arrivati. 
Infatti, nella Scuola Pitagorica di Crotone, giungevano filosofi da ogni dove: dalla Grecia a Parthènope, da Siracusa a Taranto. Tra questi si annoverano Zaleuco, Caronda e molti altri.
Pitagora con i suoi discepoli conquistò il potere politico della città: in pochi anni si consolidarono governi pitagorici in molte pòlis della Magna Grecia costituendo una sorta di confederazione fra città-stato con capitale Kroton, come risulta da numerose monete coniate fra il 480 e il 460 a.C.

### Battaglia di Nika
Molti anni dopo l'arrivo di Pitagora, Kroton mosse contro Sibari, importante pòlis situata circa 100 km a nord di Crotone, che poco aveva a che fare con gli ideali pitagorici. Nel 512 a.C., tre nobili crotoniati vennero uccisi e i loro corpi furono dati in pasto ai lupi che affollavano le paludi intorno a Sibari, perché uno di loro si era innamorato di una bellissima vestale dagli occhi azzurri, che aveva tentato di rapire. Quando Sibari fu capeggiata da Telys molti aristocratici furono costretti a fuggire a Crotone per rifugiarsi. Alla richiesta di Telys di consegnare gli esuli sibariti, i Crotoniati rifiutarono. Questi fatti, aggiunti alla concorrenza dovuta a motivi commerciali, politici e di diversa appartenenza religiosa, convinsero i crotoniati a scendere in guerra contro Sibari.
Nel 510 a.C. iniziò una battaglia nei pressi del fiume Hylia (l'odierno Nicà tra Crucoli e Cariati), da dove i crotoniati inseguirono e annientarono le forze sibarite in una battaglia finale al guado del fiume Trionto (nei pressi di Mirto Crosia). Secondo la leggendaria tradizione, si erano fronteggiati ben 100.000 crotoniati, guidati dall'atleta olimpico Milone, contro i sibariti che li superavano per tre volte. La vittoria arrise a Kroton nonostante l'inferiorità numerica poiché i sibariti usarono, per la battaglia, un esercito di mercenari e cavalli ammaestrati a eseguire passi di danza negli spettacoli al suono dei flauti. I crotoniati, nella Battaglia di Nika, iniziarono a suonare i flauti, eseguendo la stessa melodia con la quale i cavalli erano stati ammaestrati per danzare, col risultato che le avanguardie delle truppe sibarite furono disarcionate immediatamente. E dopo settanta giorni di saccheggi venne deviato il corso del fiume Crati che sommerse Sibari decretando la fine.

### Faillo e la rivolta di Cilone
Giunta al massimo della sua egemonia politica e culturale, Kroton fu travolta da una serie di conflitti sociali che sfociarono nella sanguinosa rivolta guidata dall'oligarca Cilone di Crotone durante la quale molti pitagorici furono trucidati e lo stesso Pitagora dovette fuggire da Kroton e riparò infine a Metaponto. Parallelamente caddero anche gli altri governi consimili e vi furono stragi e persecuzioni di pitagorici in tutte le pòlis italiote.
Nel 480 a.C. Faillo di Crotone armò a sue spese una nave radunando i crotoniati dimoranti in Grecia e partecipò alla battaglia di Salamina. Mezzo ceppo d'ancora in pietra riportante il suo nome è stato rinvenuto a Capo Cimiti, e attualmente è conservato presso il Museo Archeologico Nazionale di Capo Colonna a Crotone.
Caduto il governo pitagorico, Kroton visse un periodo di decadenza. Costituì, con Metaponto e Caulonia, la Lega Italiota per difendersi dagli attacchi delle popolazioni lucane. A tale declino ne consegue una generale anarchia, non solo a Crotone, ma pure nelle altre città. L'intervento degli Achei da una tregua all'anarchia: le loro colonie adottarono le leggi della patria originaria, così a Crotone, rilevatasi dalle sventure dell'anarchia, fosse nuovamente tutto regolare. Tale stato di cose dura fino verso l'anno 400, così il re di Siracusa cominciarono a inveire contro la Magna Grecia, Crotone cadde a più riprese, Dionisio di Siracusa se ne impadroni nel 389 e Agatocle nel 299.

## Età Romana
I Romani conquistarono Kroton, Croto in latino, nel 277 a.C., guidati dal console Cornelio Rufino. Durante la seconda guerra punica, Annibale vi tenne i suoi accampamenti invernali per tre anni e di qui si imbarcò per l'Africa nel 203 a.C.
La battaglia di Crotone fu combattute nel 204 a.C. fra l'esercito cartaginese di Annibale e l'armata romana condotta da Publio Sempronio Tuditano.
Nel 194 a.C. vi fu dedotta una colonia romana (Livio Libro XXXIV; 45), ed in seguito il governo locale venne affidato ad un senato locale presieduto da magistrati municipali, come dismostra l'iscrizione del mosaico dei delfini nel balneum del Capo Lacinio. 
Nonostante la città ed il suo Santuario al Capo Lacinio non avessero più l'importanza dell'età classica, Crotone rimane una città attiva anche in epoca romana soprattutto per il suo porto, l'unico ancora attivo tra Taranto e Reggio lungo la costa jonica, e quindi come meta di transito commerciale. A testimonianza di questo, il rinvenimento di un relitto nei fondali di Punta Scifo, una delle navi romane sommerse più grandi mai trovate, si ipotizzano circa 30-35 m di lunghezza per almeno 9 m di larghezza , con 300 tonnellate di carico di marmi pregiati .

## Alto Medioevo
Seppur decaduta durante l'impero romano, la città risorse nuovamente nel tardo antico, dopo la caduta dell'impero romano d'occidente, sotto il controllo dell'impero romano d'oriente nel VI sec., quando venne costituito dapprima un presidio e poi la rifortificazione della città (548) durante la guerra greco-gotica. Nel 596 fu occupata dai Longobardi del Ducato di Benevento, sotto cui restò però per poco tempo.
Alcune anfore siciliane identiche datate del VII secolo rinvenute nei pressi della Sicilia, di Crotone e di Venezia testimoniano come il porto crotonese fosse ancora un punto di scambi commerciali nel mediterraneo.

## Basso Medioevo
Nel 1284 fu concessa dagli Aragonesi ai Ruffo di Catanzaro. Alla morte nel 1434 di don Niccolò, figlio di Antonello e ultimo marchese di Crotone, gli successe la figlia Giovannella, assassinata nella sua dimora un anno dopo. Indi le successe la sorella Enrichetta, che sposò in seconde nozze il nobile spagnolo Don Antonio Centelles, conte di Collesano e principe di Santa Severina, senza eredi.
Tra le famiglie più importanti per diversi secoli fino agli albori della storia unitaria, che ressero non solo i destini della città e dei territori di Crotone, ma anche di tutta la Calabria, si annoverano i Barracco, Berlingeri, Suriano e Locifero, Villegas e Ayerbe.

## Età moderna
Il re di Spagna Carlo V le concesse ampi privilegi, e ne fece potenziare il porto. Nel 1541, il viceré Don Pedro di Toledo fece restaurare e fortificare il castello preesistente, oggi noto come Castello di Carlo V, con intervento ad opera di Gian Giacomo dell'Acaya.
Nel XVI secolo la città venne chiamata "Cotrone". Le ricerche sviluppate dalla Soprintendenza per i Beni Archeologici della Calabria (2010-2011), sotto la direzione dell'archeologo Domenico Marino, stanno mettendo in luce notevoli resti di edifici pertinenti ad età borbonica nel cosiddetto Orto Candela, ai piedi del castello.
Nel 1799, seguendo i moti di ribellione contro i Borboni nati in tutto il meridione, la città proclamò la sua adesione alla Repubblica Napoletana. L'arrivo via mare di un bastimento francese fornì l'occasione adatta per costringere alla resa i pochi militari di guardia, ed in poco tempo si elesse il primo governo provvisorio della repubblica. Tuttavia, a distanza di poco più di un mese, l'Esercito della Santa Fede in Nostro Signore Gesù Cristo guidato dal cardinale Fabrizio Ruffo riuscì a riconquistare la città dopo un assedio di pochi giorni, riportandola così sotto il dominio di Ferdinando I delle Due Sicilie.
Nel 1806 la città venne nuovamente occupata dall'esercito francese a seguito delle tensioni nate in seno alla nascita della Terza Coalizione. Per calmare gli animi della popolazione il nuovo sovrano Giuseppe Bonaparte fece personalmente visita alla città, ma non fu sufficiente a far desistere le varie bande armate, che in breve tempo costrinsero i militi francesi alla fuga. Per ristabilire l'ordine venne inviato il generale Jean Reynier, che con un assedio di una settimana costrinse la città alla resa, annettendola di fatto al neonato Regno di Napoli.
Nel 1844 i Fratelli Bandiera, assieme ad altri 19 patrioti, sbarcavano presso la foce del fiume Neto per intraprendere la loro spedizione. Fermatisi nei pressi di una masseria però, vennero avvisati della totale assenza di moti rivoluzionari, ma decisero di proseguire comunque con il loro piano, incamminandosi così verso Cosenza.
Nel 1860 si svolse il plebiscito, ed i votanti si espresso a favore dell'Unità d'Italia. Si registrarono comunque diversi scontri e contestazioni in tutto il territorio.
Nel 1882, in occasione di un viaggio per assistere alla celebrazione dei Vespri Siciliani, si fermò in città Giuseppe Garibaldi.

### Storia contemporanea
Nel 1907 viene inaugurato il primo acquedotto di Crotone, voluto da Eugenio Filippo Albani, che porta in città le fresche acque della Sila, captate dalle sorgenti, di proprietà comunale, poste sul monte Gariglione.
Nel 1928 la città cambiò nome da Cotrone a "Crotone".
Il suo porto, che strategicamente colma le distanze fra i vicini porti di Taranto e Messina, favorisce ogni attività di scambio e si propone come traino per l'economia agricola e le attività industriali.
L'insediamento industriale ha visto la città protagonista nel periodo a cavallo fra le due guerre mondiali, anche grazie alla vicinanza con la centrale idroelettrica di Calusia, presso Cotronei. La popolazione crotonese raddoppia durante gli anni trenta, fino a superare i 60 000 abitanti.
Molte persone arrivavano dai paesi limitrofi, tante altre venivano da fuori regione, un'inversione di tendenza che ha visto molti immigranti partiti dalle regioni del nord fino a Crotone, tanto è che Crotone negli anni 80 veniva soprannominata la Milano del sud.
Alla fine degli anni ottanta le industrie principali, Pertusola Sud e Montedison, soffrono una profonda crisi, della quale risente l'intera città. Al 6 settembre 1993 risale la cosiddetta "notte dei fuochi": durante una rabbiosa protesta gli operai appiccarono alcuni fuochi sull'asfalto delle strade usando il fosforo prodotto nello stabilimento chimico già Montedison.
Migliaia di crotonesi persero il posto di lavoro, e questo accentuerà l'inevitabile emigrazione di massa verso lidi più prosperi.
Tante promesse, tanti progetti, tanti nuovi enti e consorzi per lo sviluppo ma pochi, pochissimi risultati e, in attesa del rilancio turistico, Crotone divenne provincia nel 1992.
Un'altra battuta di arresto per la città è data dall'alluvione del 1996, che danneggia gran parte delle abitazioni a ridosso del fiume Esaro e stronca sei vite umane ed il morale della città.